# Anni 1400
Gli anni 1400 sono il decennio che comprende gli anni dal 1400 al 1409 inclusi.

## Eventi, invenzioni e scoperte
Molto riconosciuto di questo decennio è il periodo del Rinascimento nell'arte.